# Señorita J
Mademoiselle de Joncquières (en español, Señorita J) es un drama romántico francés escrito y dirigido por Emmanuel Mouret, estrenada en 2018. Se trata de la adaptación de la historia de Madame de La Pommeraye insertada en la novela Jacques el fatalista del escritor Denis Diderot, de 1784.

## Sinopsis
La película tiene lugar en la Francia del siglo XVIII. Madame de La Pommeraye, una joven y bella viuda, que se enorgullece de no haber estado enamorada, termina cediendo a los avances del marqués de Arcis, considerado un libertino, que la corteja con diligencia. Después de algunos años felices, descubre que él se ha cansado de ella poco a poco. Lastimada y herida en su orgullo, ella se venga humillando al marqués y la lleva a casarse con Mademoiselle de Joncquières, de quien él se ha enamorado, pero de quien no sabe que ella y su madre se han prostituido a raíz de un engaño del esposo de la madre. El marqués, más honesto que voluble, finalmente asume la situación y mantiene a su nueva esposa con él.

## Reparto

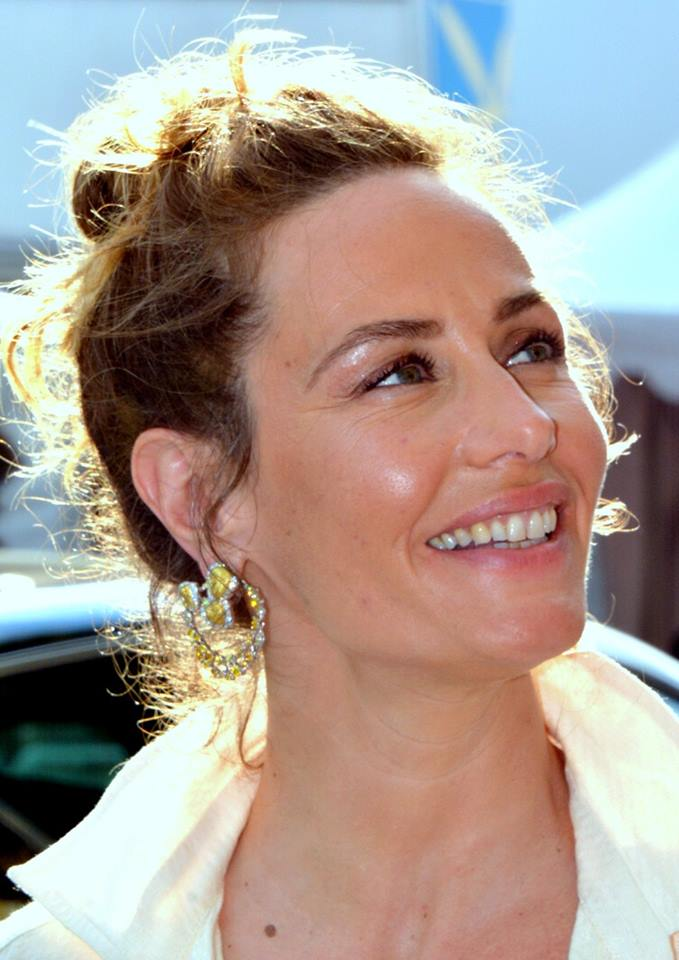
Cécile de France en el Festival de Cannes 2018.

- Cécile de France: Madame de La Pommeraye
- Édouard Baer: el marqués de Arcis
- Alice Isaaz: Mademoiselle de Joncquières
- Natalia Dontcheva: madre de Madame de Joncquières
- Laure Calamy: Lucienne, amiga de Madame de La Pommeraye
- Manon Kneusé: una cortesana
- Arnaud Dupont: el secuaz de la marquesa
- Gabrielle Atger: una noble
- Juliette Laurent: la primera criada de Madame
- Corinne Valancogne: la segunda criada de Madame
- Edith Proust: el tercer sirviente de Madame
- Jean-Michel Lahmi: un noble
- Emilie Aubertot: la primera criada doméstica del marqués
- Alban Casterman: el primer valet del marqués
- Franck Guérin: el secuaz del marqués
- Sébastien Laudenbach: el pintor
- Iakovos Pappas: el tocador de la espineta

## Reconocimientos
| Premio                   | Fecha de la ceremonia   | Categoría                   | Destinatario(s) y nominado(s) | Resultado | Ref(s)      |
| ------------------------ | ----------------------- | --------------------------- | ----------------------------- | --------- | ----------- |
| Premios César            | 22 de febrero de 2019   | César al mejor vestuario    | Pierre-Jean Larroque          | Ganador   | [ 1 ]       |
| Premios César            | 22 de febrero de 2019   | César al mejor actor        | Édouard Baer                  | Nominado  | [ 1 ]       |
| Premios César            | 22 de febrero de 2019   | César a la mejor actriz     | Cécile de France              | Nominada  | [ 1 ]       |
| Premios César            | 22 de febrero de 2019   | César a la mejor adaptación | Emmanuel Mouret               | Nominado  | [ 1 ]       |
| Premios César            | 22 de febrero de 2019   | César a la mejor fotografía | Laurent Desmet                | Nominado  | [ 1 ]       |
| Premios César            | 22 de febrero de 2019   | César al mejor decorado     | David Faivre                  | Nominado  | [ 1 ]       |
| Premios Magritte         | 2 de febrero de 2019    | Magritte a la mejor actriz  | Cécile de France              | Nominada  | [ 2 ] [ 3 ] |
| Premios Globe de Cristal | 4 de febrero de 2019    | Mejor película              | Emmanuel Mouret               | Nominado  | [ 4 ] [ 5 ] |
| Premios Globe de Cristal | 4 de febrero de 2019    | Mejor actriz                | Cécile de France              | Nominada  | [ 4 ] [ 5 ] |
| Premios Lumières         | 4 de febrero de 2019    | Mejor película              | Emmanuel Mouret               | Nominado  | [ 6 ]       |
| Premios Lumières         | 4 de febrero de 2019    | Mejor actriz                | Cécile de France              | Nominada  | [ 6 ]       |
| Premios Lumières         | 4 de febrero de 2019    | Mejor guion                 | Emmanuel Mouret               | Nominado  | [ 6 ]       |
| Premios Lumières         | 4 de febrero de 2019    | Mejor fotografía            | Laurent Desmet                | Nominado  | [ 6 ]       |
| Premio Louis Delluc      | 12 de diciembre de 2018 | Mejor película              | Emmanuel Mouret               | Nominado  | [ 7 ]       |